# Country-Musik 1989
Die Liste bietet eine Übersicht über das Jahr 1989 im Genre Country-Musik.

## Ereignisse
- 9. Mai: Keith Whitley wird tot in seiner Wohnung aufgefunden. Der aufstrebende Country-Star verstarb im Alter von 33 Jahren an einer Alkoholvergiftung. Seine Witwe Lorrie Morgan wurde nach seinem Tod ein großer Star.[1][2]

## Top Hits des Jahres

### Jahresendcharts
Dies ist die Top 10 der Year-End-Charts, die vom Billboard-Magazin erhoben wurde.
1. A Better Man – Clint Black
2. Killin' Time – Clint Black
3. She's Got a Single Thing in Mind – Conway Twitty
4. Lovin' Only Me – Ricky Skaggs
5. I Got Dreams – Steve Wariner
6. Above and Beyond – Rodney Crowell
7. I'm No Stranger to the Rain – Keith Whitley
8. Let Me Tell You About Love – The Judds
9. What's Going On In Your World – George Strait
10. Nothing I Can Do About It Now – Willie Nelson

### Nummer-1-Hits
- 7. Januar – Hold Me – K.T. Oslin
- 14. Januar – Change of Heart – The Judds
- 21. Januar – She's Crazy For Leavin‘ – Rodney Crowell
- 28. Januar – Deeper Than the Holler – Randy Travis
- 4. Februar – What I'd Say – Earl Thomas Conley
- 11. Februar – Song of the South – Alabama
- 18. Februar – Big Wheels in the Moonlight – Dan Seals
- 25. Februar – I Sang Dixie – Dwight Yoakam
- 4. März – I Still Believe in You – Desert Rose Band
- 11. März – Don't You Ever Get Tired of Hurting Me – Ronnie Milsap
- 18. März – From a Jack to a King – Ricky Van Shelton
- 25. März – New Fool at an Old Game – Reba McEntire
- 1. April – Baby's Gotten Good at Goodbye – George Strait
- 8. April – I'm No Stranger to the Rain – Keith Whitley
- 22. April – The Church on Cumberland Road – Shenandoah
- 6. Mai – Young Love (Strong Love) – The Judds
- 13. Mai – Is It Still Over – Randy Travis
- 20. Mai – If I Had You – Alabama
- 27. Mai – After All This Time – Rodney Crowell
- 3. Juni – Where Did I Go Wrong – Steve Wariner
- 10. Juni – A Better Man – Clint Black
- 17. Juni – Love Out Loud – Earl Thomas Conley
- 24. Juni – I Don't Want to Spoil the Party – Rosanne Cash
- 1. Juli – Come From the Heart – Kathy Mattea
- 8. Juli – Lovin' Only Me – Ricky Skaggs
- 15. Juli – In a Letter to You – Eddy Raven
- 22. Juli – What's Going On In Your World – George Strait
- 29. Juli – Cathy’s Clown – Reba McEntire
- 5. August – Why'd You Come In Here Looking Like That – Dolly Parton
- 12. August – Timber, I'm Falling In Love – Patty Loveless
- 19. August – Sunday In the South – Shenandoah
- 26. August – Are You Ever Gonna Love Me – Holly Dunn
- 2. September – I'm Still Crazy – Vern Gosdin
- 9. September – I Wonder Do You Think of Me – Keith Whitley
- 16. September – Nothing I Can Do About It Now – Willie Nelson
- 23. September – Above and Beyond – Rodney Crowell
- 30. September – Let Me Tell You About Love – The Judds
- 7. Oktober – I Got Dreams – Steve Wariner
- 14. Oktober – Killin' Time – Clint Black
- 21. Oktober – Living Proof – Ricky Van Shelton
- 28. Oktober – High Cotton – Alabama
- 4. November – Ace In the Hole – George Strait
- 11. November – Burnin' Old Memories – Kathy Mattea
- 18. November – Bayou Boys – Eddy Raven
- 25. November – Yellow Roses – Dolly Parton
- 2. Dezember – It's Just a Matter of Time – Randy Travis
- 9. Dezember – If Tomorrow Never Comes – Garth Brooks
- 16. Dezember – Two Dozen Roses – Shenandoah
- 23. Dezember – A Woman In Love – Ronnie Milsap

### Weitere Hits
Die Auswahl beschränkt sich auf Songs, die in den Country-Billboard-Charts in die Top 20 gekommen sind.
| US | Single                                          | Künstler                               |
| -- | ----------------------------------------------- | -------------------------------------- |
| 18 | 5:01 Blues                                      | Merle Haggard                          |
| 5  | All the Fun                                     | Paul Overstreet                        |
| 5  | All the Reasons Why                             | Highway 101                            |
| 4  | An American Family                              | The Oak Ridge Boys                     |
| 14 | And So It Goes                                  | John Denver/The Nitty Gritty Dirt Band |
| 4  | Any Way the Wind Blows                          | Southern Pacific                       |
| 20 | Back in the Fire                                | Gene Watson                            |
| 4  | A Better Love Next Time                         | Merle Haggard                          |
| 7  | Beyond Those Years                              | The Oak Ridge Boys                     |
| 3  | Big Dreams in a Small Town                      | Restless Heart                         |
| 5  | Big Love                                        | The Bellamy Brothers                   |
| 4  | Blue Side of Town                               | Patty Loveless                         |
| 13 | Borderline                                      | The Shooters                           |
| 15 | Breaking New Ground                             | Wild Rose                              |
| 10 | Bridges and Walls                               | The Oak Ridge Boys                     |
| 3  | Burnin' a Hole in My Heart                      | Skip Ewing                             |
| 4  | Call on Me                                      | Tanya Tucker                           |
| 15 | The Coast of Colorado                           | Skip Ewing                             |
| 7  | Come as You Were                                | T. Graham Brown                        |
| 9  | Country Club                                    | Travis Tritt                           |
| 14 | Cross My Broken Heart                           | Suzy Bogguss                           |
| 9  | Dear Me                                         | Lorrie Morgan                          |
| 5  | Don't Toss Us Away                              | Patty Loveless                         |
| 5  | Don't Waste It on the Blues                     | Gene Watson                            |
| 9  | Don't You                                       | The Forester Sisters                   |
| 6  | Down That Road Tonight                          | Nitty Gritty Dirt Band                 |
| 14 | Early in the Morning and Late at Night          | Hank Williams Jr.                      |
| 5  | Fair Shake                                      | Foster & Lloyd                         |
| 6  | Finders Are Keepers                             | Hank Williams Jr.                      |
| 3  | From the Word Go                                | Michael Martin Murphey                 |
| 3  | Give Me His Last Chance                         | Lionel Cartwright                      |
| 10 | The Gospel According to Luke                    | Skip Ewing                             |
| 13 | The Heart                                       | Lacy J. Dalton                         |
| 8  | Heartbreak Hill                                 | Emmylou Harris                         |
| 16 | Heaven Only Knows                               | Emmylou Harris                         |
| 11 | Hello Trouble                                   | The Desert Rose Band                   |
| 2  | Hey Bobby                                       | K. T. Oslin                            |
| 2  | Highway Robbery                                 | Tanya Tucker                           |
| 6  | Hold On (A Little Longer)                       | Steve Wariner                          |
| 4  | Hole in My Pocket                               | Ricky Van Shelton                      |
| 5  | Honey I Dare You                                | Southern Pacific                       |
| 6  | Honky Tonk Heart                                | Highway 101                            |
| 19 | House on Old Lonesome Road                      | Conway Twitty                          |
| 4  | Houston Solution                                | Ronnie Milsap                          |
| 19 | How Do                                          | Mary Chapin Carpenter                  |
| 9  | I Feel Fine                                     | Sweethearts of the Rodeo               |
| 5  | I Got You                                       | Dwight Yoakam                          |
| 16 | I Just Called to Say Goodbye Again              | Larry Boone                            |
| 4  | I Wish I Was Still in Your Dreams               | Conway Twitty                          |
| 16 | I'll Be Lovin' You                              | Lee Greenwood                          |
| 5  | (I'm A) One Woman Man                           | George Jones                           |
| 4  | I've Been Loved by the Best                     | Don Williams                           |
| 17 | If I Ever Go Crazy                              | The Shooters                           |
| 11 | (It's Always Gonna Be) Someday                  | Holly Dunn                             |
| 5  | Let It Be You                                   | Ricky Skaggs                           |
| 12 | Let's Get Started If We're Gonna Break My Heart | The Statler Brothers                   |
| 4  | Life as We Knew It                              | Kathy Mattea                           |
| 14 | Like Father Like Son                            | Lionel Cartwright                      |
| 6  | The Lonely Side of Love                         | Patty Loveless                         |
| 5  | Long Shot                                       | Baillie & the Boys                     |
| 4  | Love Has No Right                               | Billy Joe Royal                        |
| 7  | Love Will                                       | The Forester Sisters                   |
| 6  | More Than a Name on a Wall                      | The Statler Brothers                   |
| 8  | Much Too Young (To Feel This Damn Old)          | Garth Brooks                           |
| 19 | My Train of Thought                             | Barbara Mandrell                       |
| 9  | Never Givin' Up on Love                         | Michael Martin Murphey                 |
| 8  | Never Had It So Good                            | Mary Chapin Carpenter                  |
| 5  | Old Coyote Town                                 | Don Williams                           |
| 4  | One Good Well                                   | Don Williams                           |
| 2  | Out of Your Shoes                               | Lorrie Morgan                          |
| 13 | Paint the Town and Hang the Moon Tonight        | J. C. Crowley                          |
| 17 | Promises                                        | Randy Travis                           |
| 5  | The Race Is On                                  | Sawyer Brown                           |
| 4  | Say What's in Your Heart                        | Restless Heart                         |
| 7  | Setting Me Up                                   | Highway 101                            |
| 8  | She Deserves You                                | Baillie & the Boys                     |
| 3  | She Don't Love Nobody                           | The Desert Rose Band                   |
| 6  | She's Gone, Gone, Gone                          | Glen Campbell                          |
| 2  | She's Got a Single Thing in Mind                | Conway Twitty                          |
| 19 | She's There                                     | Daniele Alexander                      |
| 8  | Sincerely                                       | The Forester Sisters                   |
| 9  | Sowin' Love                                     | Paul Overstreet                        |
| 2  | Tell It Like It Is                              | Billy Joe Royal                        |
| 4  | There Goes My Heart Again                       | Holly Dunn                             |
| 7  | There's a Tear in My Beer                       | Hank Williams Jr. and Hank Williams    |
| 5  | They Rage On                                    | Dan Seals                              |
| 5  | This Woman                                      | K. T. Oslin                            |
| 4  | ’Til Love Comes Again                           | Reba McEntire                          |
| 4  | ’Til You Cry                                    | Eddy Raven                             |
| 20 | Trainwreck of Emotion                           | Lorrie Morgan                          |
| 9  | Up and Gone                                     | Jennifer McCarter & The McCarters      |
| 8  | The Vows Go Unbroken (Always True to You)       | Kenny Rogers                           |
| 2  | Who You Gonna Blame It on This Time             | Vern Gosdin                            |
| 19 | Wine Me Up                                      | Larry Boone                            |
| 4  | (Wish I Had A) Heart of Stone                   | Baillie & the Boys                     |
| 19 | You Ain't Down Home                             | Jann Browne                            |
| 6  | You Ain't Goin' Nowhere                         | Chris Hillman & Roger McGuinn          |
| 7  | You Got It                                      | Roy Orbison                            |
| 14 | You Still Do                                    | T. G. Sheppard                         |
| 10 | You'll Never Be Sorry                           | The Bellamy Brothers                   |

### Deutschsprachige Singleveröffentlichungen
- Deutsches Laster, Gutes Laster – Gunter Gabriel
- Ist die Liebe vorbei – Tex Harper[5]
- König der Nacht – Nancy Wood
- Lass dir nie den Tag verderben – Truck Stop
- Miteinander – Peter Tschernig & Western Union
- Traumfrau – Tennessee[6]

## Alben

### Jahres-End-Charts
Dies ist die Top 10 der Year-End-Charts, die vom Billboard-Magazin erhoben wurde.
1. Loving Proof – Ricky Van Shelton
2. Old 8 x 10 – Randy Travis
3. This Woman – K. T. Oslin
4. Greatest Hits III – Hank Williams, Jr.
5. Greatest Hits – The Judds
6. Beyond the Blue Neon – George Strait
7. Diamonds & Dirt – Rodney Crowell
8. Buenas Noches from a Lonely Room – Dwight Yoakam
9. Always & Forever – Randy Travis
10. Reba – Reba McEntire

### Nummer-1-Alben
- 31. Dezember 1988 – Loving Proof – Ricky Van Shelton
- 7. Januar – Old 8 x 10 – Randy Travis
- 4. März – Loving Proof – Ricky Van Shelton
- 11. März – Southern Star – Alabama
- 18. März – From a Jack to a King – Ricky Van Shelton
- 25. März – New Fool at an Old Game – Reba McEntire
- 1. April – Greatest Hits III – Hank Williams, Jr.
- 29. April – Beyond the Blue Neon – George Strait
- 6. Mai – Greatest Hits III – Hank Williams, Jr.
- 24. Juni – Sweet Sixteen – Reba McEntire
- 23. September – Killin' Time – Clint Black
- 4. November – No Holdin’ Back – Clint Black

### Weitere Alben
Die Auswahl beschränkt sich auf Alben, die in den Country-Billboard-Charts in die Top 20 gekommen sind.
| US | Album                                   | Künstler                   | Label        |
| -- | --------------------------------------- | -------------------------- | ------------ |
| 12 | Absolute Torch and Twang                | k.d. lang and the Reclines | Sire         |
| 11 | Alone                                   | Vern Gosdin                | Columbia     |
| 15 | Bluebird                                | Emmylou Harris             | Warner Bros. |
| 2  | Garth Brooks                            | Garth Brooks               | Capitol      |
| 20 | Greatest Hits                           | Tanya Tucker               | Capitol      |
| 19 | Hillbilly Rock                          | Marty Stuart               | MCA          |
| 8  | Hits 1979–1989                          | Rosanne Cash               | Columbia     |
| 2  | A Horse Called Music                    | Willie Nelson              | Columbia     |
| 2  | I Wonder Do You Think of Me             | Keith Whitley              | RCA          |
| 3  | Just Lookin' for a Hit                  | Dwight Yoakam              | Reprise      |
| 18 | Kentucky Thunder                        | Ricky Skaggs               | Epic         |
| 15 | Keys to the Highway                     | Rodney Crowell             | Columbia     |
| 6  | Leave the Light On                      | Lorrie Morgan              | RCA          |
| 10 | Lyle Lovett and His Large Band          | Lyle Lovett                | Curb/MCA     |
| 17 | Mystery Girl                            | Roy Orbison                | Virgin       |
| 13 | An Old Time Christmas                   | Randy Travis               | Warner Bros. |
| 13 | One Woman Man                           | George Jones               | Epic         |
| 2  | Pickin' on Nashville                    | The Kentucky Headhunters   | Mercury      |
| 2  | Reba Live                               | Reba McEntire              | MCA          |
| 2  | River of Time                           | The Judds                  | Curb/RCA     |
| 6  | The Road Not Taken                      | Shenandoah                 | Columbia     |
| 2  | Simple Man                              | The Charlie Daniels Band   | Epic         |
| 10 | Something Inside So Strong              | Kenny Rogers               | Reprise      |
| 13 | Sowin' Love                             | Paul Overstreet            | RCA          |
| 20 | Stranger Things Have Happened           | Ronnie Milsap              | RCA          |
| 15 | Tell It Like It Is                      | Billy Joe Royal            | Atlantic     |
| 2  | When I Call Your Name                   | Vince Gill                 | MCA          |
| 3  | White Limozeen                          | Dolly Parton               | Columbia     |
| 5  | Will the Circle Be Unbroken: Volume Two | Nitty Gritty Dirt Band     | MCA          |
| 6  | Willow in the Wind                      | Kathy Mattea               | Mercury      |

### Deutschsprachige Albumveröffentlichungen
- Collection 1983–1989 – Western Union
- Country Hits – Karel Gott
- Country Made in Germany – Various Artists
- Freiheit, die ich meine – Tom Astor
- Hello Mary Lou – Truck Stop (Kompilation)
- Golden Stars – Truck Stop (Kompilation)
- Kameraden der Straße – Tom Astor (Kompilation)
- Keep It Country – Truck Stop
- Nr.1 – Jonny Hill (Kompilation)
- Oh My Darliong Caroline – Ronny (Kompilation)
- Philharmonie Berlin 1985 – Western Union
- Ruf Teddybär Eins-Vier – 20 Erfolgsschlager – Jonny Hill (Kompilation)
- Die schönsten Pferdelieder – Fred Rai[8]
- Taxi nach Texas – Martin Lauer (Kompilation)
- Trucker Weihnacht – Tom Astor
- Unterwegs – New Mavericks[9]

## Geboren
- 30. Januar: Devin Dawson
- 10. März: Rachel Reinert
- 20. März: Lindsay Ell
- 28. August: Cassadee Pope
- 13. Dezember: Taylor Swift

## Gestorben
- 01. Februar – Blaze Foley (39)
- 04. Februar – Kenneth C. Burns (68)
- 08. März – Stuart Hamblen (80)
- 09. Mai – Keith Whitley (33)
- 25. August – Al Cherney (56)
- 23. September – Bradley Kincaid (94)

## Neue Mitglieder der Hall of Fames

### Country Music Hall of Fame
- Jack Stapp (1912–1980)
- Cliffie Stone (1917–1998)
- Hank Thompson (1925–2007)

### Canadian Country Music Hall of Fame
- Charlie Chamberlain
- Al Cherney (posthum)
- King Ganam
- Dallas Harms
- Earl Heywood
- Marg Osburne
- Ian Tyson
- Mercey Brothers
- Maurice Bolyer
- Don Grashey
- Maurice Bolyer

### Nashville Songwriters Hall of Fame
- Rory Michael Bourke
- Maggie Cavender
- Leadbelly
- Whitey Shafer

## Die wichtigsten Auszeichnungen

### Grammys
- Best Country Vocal Performance, Female – Hold Me – K. T. Oslin
- Best Country Vocal Performance, Male – Old 8x10 – Randy Travis
- Best Country Performance By A Duo Or Group With Vocal – Give A Little Love – The Judds
- Best Country Vocal Collaboration – Crying – Roy Orbison and k.d. lang
- Best Country Instrumental Performance (Orchestra, Group Or Solist) – Sugarfoot Rag – Asleep At The Wheel
- Best Bluegrass Recording (Vocal Or Instrumental) – Southern Flavor – Bill Monroe
- Best Country Song – Hold Me – K. T. Oslin, songwriter[10]

### Juno Awards
- Country Male Vocalist of the Year – George Fox
- Country Female Vocalist of the Year – k.d. lang
- Country Group or Duo of the Year – Family Brown

### Academy of Country Music
- Entertainer Of The Year – Hank Williams Jr.
- Song Of The Year – Eighteen Wheels And A Dozen Roses – Kathy Mattea – Autoren: Charles Nelson, Paul Nelson
- Single Of The Year – Eighteen Wheels And A Dozen Roses – Kathy Mattea
- Album Of The Year – This Woman – K. T. Oslin
- Top Male Vocalist – George Strait
- Top Female Vocalist – K. T. Oslin
- Top Vocal Duo – The Judds
- Top Vocal Group – Highway 101
- Top New Male Vocalist – Rodney Crowell
- Top New Female Vocalist – Suzy Bogguss
- Video Of The Year – Young Country – Hank Williams Jr. (Regisseur: Bill Fishman)

### ARIA Awards
- Best Country Album – Boomerang Café (John Williamson)

### Canadian Country Music Association
- Entertainer Artist of the Year – k.d. lang
- Male Artist of the Year – Gary Fjellgaard
- Female Artist of the Year – k.d. lang
- Group of the Year – Family Brown
- SOCAN Song of the Year – Town of Tears, Barry Brown, Randall Prescott, Bruce Campbell (Performer: Family Brown)
- Single of the Year – Town of Tears, Family Brown
- Album of the Year – Shadowland, k.d. lang
- Top Selling Album – Old 8×10, Randy Travis
- Vista Rising Star Award – George Fox
- Duo of the Year – Gary Fjellgaard and Linda Kidder

### Country Music Association Awards
- Entertainer of the Year – George Strait
- Song Of The Year – Chiseled In Stone – M.D.Barnes / Vern Gosdin
- Single Of The Year – I’m No Stranger To The Rain – Keith Whitley
- Album Of The Year – Will The Circle Be Unbroken Vol.II – Nitty Gritty Dirt Band
- Male Vocalist Of The Year – Ricky Van Shelton
- Female Vocalist Of The Year – Kathy Mattea
- Vocal Duo Of The Year – The Judds
- Vocal Group Of The Year – Highway 101
- Musician Of The Year – Johny Gimble
- Horizon Award – Clint Black
- Vocal Event Of The Year – Hank Williams, Jr. / Hank Williams
- Music Video Of The Year – There’s A Tear In My Beer – Hank Williams, Jr. / Hank Williams

### American Music Awards
- Favorite Country Male Artist – Randy Travis
- Favorite Country Female Artist – Reba McEntire
- Favorite Country Band/Duo/Group – Alabama
- Favorite Country Album – Always & Forever – Randy Travis
- Favorite Country Song – I Told You So – Randy Travis
- Favorite Country New Artist – Patty Loveless